# Frente Turcomana Iraquiana
Frente Turcomana Iraquiana (em turco:  Irak Türkmen Cephesi, em azeri:  İraq Türkman Cəbhəsi, em árabe: الجبهة التركمانية العراقية Al-Jabha Al-Turkmaniyah Al-Iraqia) é um movimento político fundado em 1995, que pretende representar os povos turcomanos do Iraque. Desde a queda de Saddam Hussein em 2003, a Frente Turcomana Iraquiana contesta o controle de Quircuque e em outras áreas do norte do Iraque.  O movimento afirma que Quircuque pertence ao povo turcomano, embora componham unicamente 13-17 por cento da população. 
A Frente Turcomana Iraquiana reivindica uma região chamada Turkmeneli (que significa literalmente "terra dos turcomanos") como a pátria dos turcomanos iraquianos. Turkmeneli inclui dentro de seus limites Quircuque, Tel Afar, Erbil, Mandali, Mossul e Tuz Khormato.  No entanto, Tel Afar e Tuz Khormatio são as únicas cidades onde os turcomanos são maioria e, não obstante, o exército iraquiano e o exército curdo não lhes permite formar suas próprias milícias e assumir o controle das áreas onde vivem. 
Durante a ofensiva do Estado Islâmico no norte do Iraque, o exército iraquiano fugiu de Quircuque e as forças curdas posteriormente recapturariam a cidade do Estado Islâmico em 2014. Quircuque é atualmente controlada militarmente pelas forças  de segurança do Governo Regional do Curdistão, embora seja administrada separadamente.  Atualmente, a Frente Turcomana Iraquiana tem um papel ativo na Guerra Civil Iraquiana (2013–2017) e no combate ao Estado Islâmico para proteger a região reivindicada do Turkmeneli (especialmente Quircuque e arredores) e a população turcomana iraquiana que ali habita. 

## Resultados eleitorais

### Eleições legislativas
| Data    | CI.                          | Votos                        | %                            | +/-                          | Deputados                    | +/-                          |
| ------- | ---------------------------- | ---------------------------- | ---------------------------- | ---------------------------- | ---------------------------- | ---------------------------- |
| 01/2005 | 5.º                          | 93 480                       | 1,1 / 100,0                  |                              | 3 / 275                      |                              |
| 12/2005 | 9.º                          | 87 993                       | 0,7 / 100,0                  | 0,4                          | 1 / 275                      | 2                            |
| 2010    | Movimento Nacional Iraquiano | Movimento Nacional Iraquiano | Movimento Nacional Iraquiano | Movimento Nacional Iraquiano | Movimento Nacional Iraquiano | Movimento Nacional Iraquiano |
| 2014    |                              | N/A                          | N/A                          |                              | 2 / 328                      |                              |
| 2018    |                              | N/A                          | N/A                          |                              | 3 / 329                      | 1                            |